# Petalostelma dardanoi
Petalostelma dardanoi är en oleanderväxtart som beskrevs av J. Fontella Pereira. Petalostelma dardanoi ingår i släktet Petalostelma och familjen oleanderväxter. Inga underarter finns listade i Catalogue of Life.